# 江阴要塞

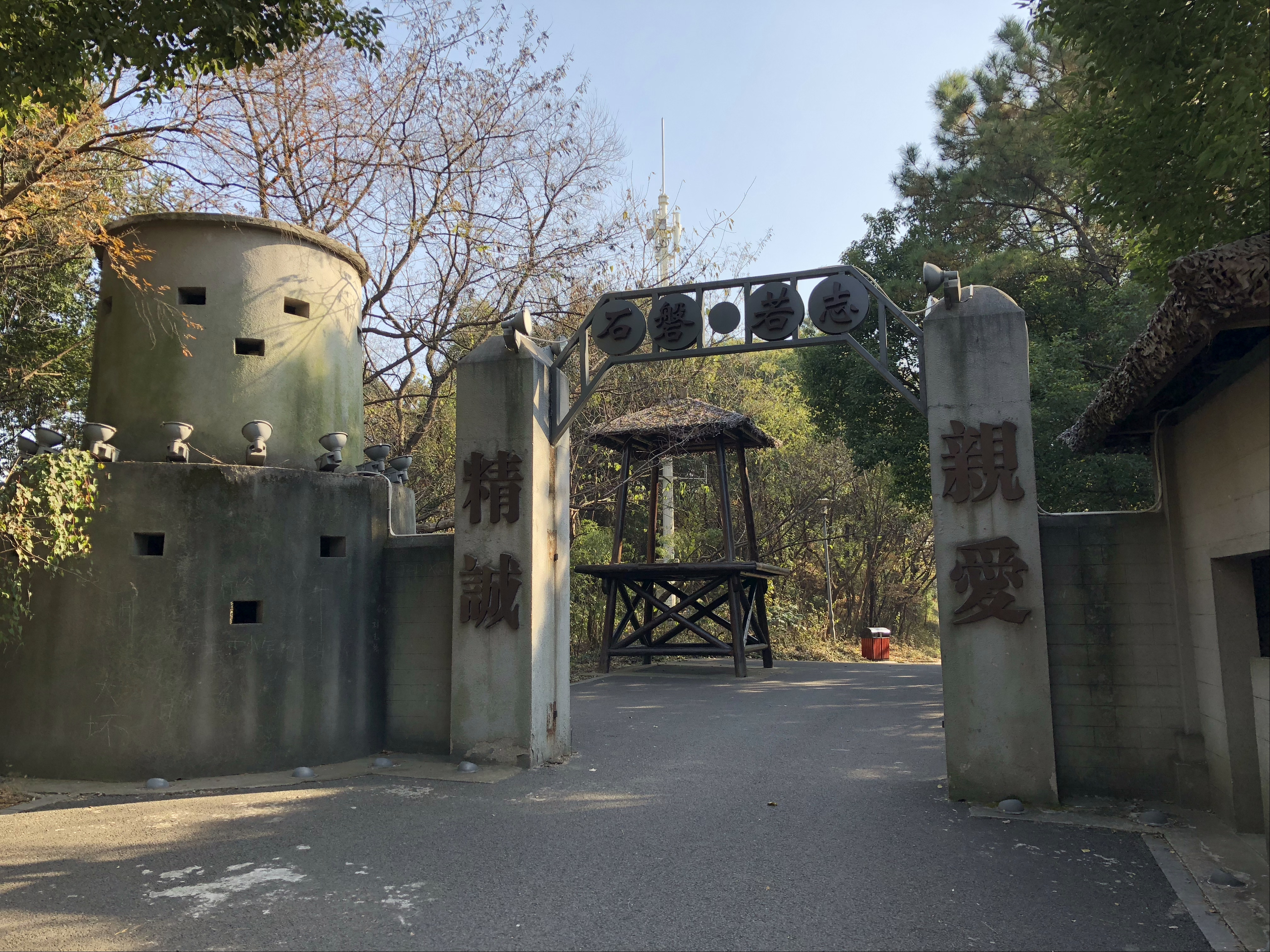
江陰要塞前門口。

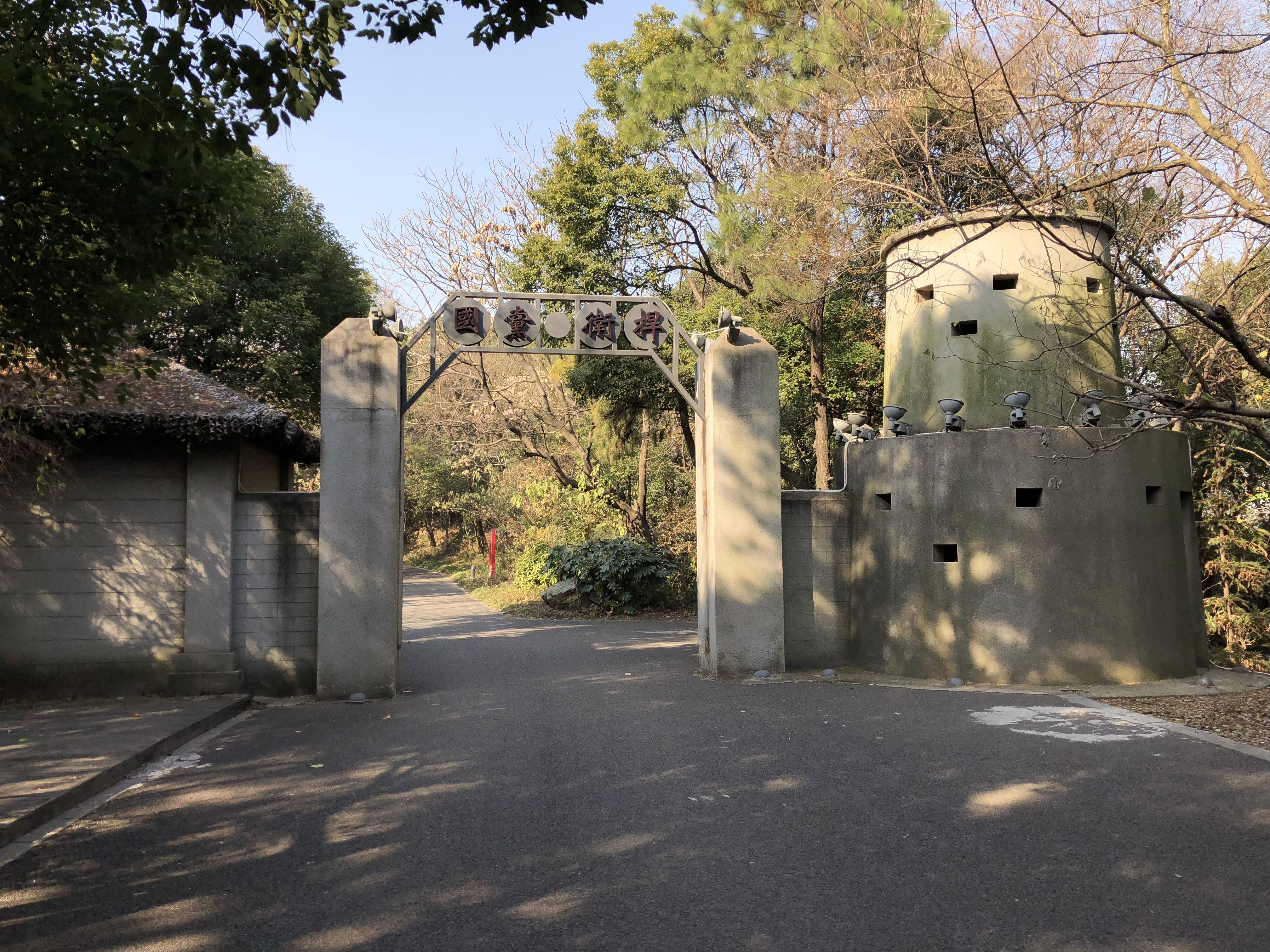
江陰要塞後門口。

江阴要塞或称江阴炮台，是由修筑于江苏省江阴县境内的一系列炮台组成的要塞，主要位于长江南岸的肖山、黄山、长山之上。与靖江的孤山隔江相望。自清初至民国年间不断修筑、加强的黄山炮台是要塞最重要的构成部分。

## 历史
长江下游江面开阔，仅在江阴段收缩至千余公尺。江阴要塞就在此处——自吴淞口逆流而上的第二道江防扼口，称为“江海门户”、“锁航要塞”。

### 江阴要塞建立
1945年冬，中華民國國民政府建立江阴要塞司令部筹建处，次年6月1日挂牌。编制属于中華民國國防部，但归第一绥靖区司令官丁治磐中將指挥。孔庆桂为第一任要塞司令，至1948年6月辞职。戴戎光少將为第二任，至1949年。
国民政府在肖山、黄山、长山、君山及长江北岸的八圩港等处建筑炮台，建立军事防御工事。黄山是要塞主阵地，而黄山修建炮台历史悠久，晚清时就已初具规模。

### 江阴要塞起义
1949年4月20日夜，中国人民解放军发起渡江战役。22日凌晨，江阴要塞内的地下党由华中工委领导组织江阴要塞叛變，夺取要塞控制权，成功切开了中華民國國軍在长江下游的軍事防线。
1950年8月，江阴要塞由苏南军区划拨华东军区海军。9月，属华东军区海军吴淞独立水警区。江阴要塞炮兵团调出组建连云港巡防区。

## 遗迹
- 现有两处相关旧址列入全国重点文物保护单位
  - 江阴要塞司令部旧址
  - 黄山炮台旧址